# (37443) 2788 P-L
2788 P-L (asteroide 37443) é um asteroide da cintura principal. Possui uma excentricidade de 0.15576670 e uma inclinação de 2.37002º.
Este asteroide foi descoberto no dia 26 de setembro de 1960 por Cornelis Johannes van Houten e Ingrid van Houten-Groeneveld e Tom Gehrels em Palomar.